# Parapolycope
Parapolycope is een geslacht van kreeftachtigen uit de klasse van de Ostracoda (mosselkreeftjes).

## Soorten
- Parapolycope aidae (Hartmann, 1959) Chavtur, 1981
- Parapolycope chilensis (Hartmann, 1962) Chavtur, 1981
- Parapolycope corallicola (Hartmann, 1974) Chavtur, 1991
- Parapolycope digitolabrum Tanaka, Tsukagoshi & Hiruta, 2010
- Parapolycope germanica Klie, 1936
- Parapolycope japonica (Hiruta, 1981) Tanaka et al., 2010
- Parapolycope kunashiri Chavtur, 1977
- Parapolycope loscobanosi (Hartmann, 1959) Chavtur, 1981
- Parapolycope minuta (Hartmann, 1974) Chavtur, 1991
- Parapolycope minutissima (Hartmann, 1974) Chavtur, 1991
- Parapolycope nodti (Hartmann, 1959)
- Parapolycope noodti (Hartmann, 1959) Chavtur, 1981 †
- Parapolycope oligohalina Tanaka & Tsukagoshi, 2010
- Parapolycope psittacina Tanaka & Tsukagoshi, 2013
- Parapolycope ramunchensis (Hartmann, 1962) Chavtur, 1981
- Parapolycope seridentata (Hartmann, 1959) Chavtur, 1981
- Parapolycope spiralis Tanaka & Tsukagoshi, 2010
- Parapolycope uncata Tanaka & Tsukagoshi, 2013
- Parapolycope watanabei Tanaka & Tsukagoshi, 2014